# Maragheh
Maragheh (in persiano مراغه‎; azero Marağa; in arabo مراغـة‎?, Marāgha) è il capoluogo dello shahrestān di Maragheh nell'Azarbaijan orientale. Si trova in una stretta valle a sud-est del lago di Urmia. La popolazione è in maggioranza di lingua azera.
La città è circondata da alte mura, crollate in più parti, quattro porte d'ingresso e due ponti che forse risalgono all'Ilkhanato di Hulagu Khan (1217-1265) che fece di Maragheh la sua capitale. In seguito divenne la sede del Patriarca della Chiesa d'Oriente Mar Yab-Alaha III.

## L'osservatorio di Maragheh
Sulla collina a ovest della città ci sono i resti del famoso osservatorio Rasad Khaneh, costruito da Nasir al-Din al-Tusi per volere di Hulagu Khan, e che ispirò Ulugh Beg nella progettazione del suo osservatorio di Samarcanda.
(Robert Byron, La via per l'Oxiana)

## Antropologia medica
Questa cittadina è famosa all'interno dell'ambito dell'Antropologia Medica per gli studi condotti dall'antropologo Byron J. Good sul "mal di cuore" (Narahatiye Qalb). Il Mal di Cuore è solo una lieve ansia/depressione accompagnata da tachicardia; esiste una rete di significato tipicamente iraniana. Molti a Maragheh soffrivano di "mal di cuore", qui è concepito come una malattia con sintomi ben precisi: il cuore pulsa, trema, si agita. Questo malessere ha diversi livelli di gravità, ma è comunque un complesso di sensazioni fisiche associate a particolari stati d'ansia. Il Mal di Cuore può colpire donne che hanno troppi figli, o che litigano con il marito e con la suocera, ad esempio; l'antropologo Good si è chiesto perché questi disturbi d'ansia vengono vissuti in analogia con il "cuore". Il cuore è un organo, ma è anche il luogo delle emozioni; secondo l'etno-medicina di Maragheh ogni organo è sede di qualcosa (il cervello è connesso alla ragione, il fegato è sede degli appetiti umani più bassi), il cuore è sede di emozioni ma è anche della facoltà vitale. Nella medicina tradizionale di Maragheh il cuore non è responsabile della circolazione sanguigna ma è soprattutto il centro emozionale. Analizzando etno-semanticamente il "cuore" secondo la traduzione di Maragheh vediamo come il "mal di cuore" appartiene alla categoria più ampia dell'ansia.
Il "mal di cuore" è Qus (Tristezza), Qam (Lutto), Fikr (Preoccupazione), Xiyelet (Ansia); in misura minore debolezza, preoccupazione da pillola contraccettiva, sesso/gravidanza/nascita di un figlio, "nervi" (nell'accezione "avere i nervi"), malattie, vecchiaia. Molte donne ammettono che l'uso della pillola contraccettiva è la causa dei loro problemi, talvolta la pillola è usata durante il Ramadan e il pellegrinaggio per ridurre le perdite di sangue mestruale (impuro, sporco e contaminante); in breve, il complesso della sessualità femminile porta ad un insieme di tensioni che le donne vivono come "mal di cuore".
Anche la preoccupazione per la povertà causa il "mal di cuore"; in conclusione il significato di questo disturbo non rimanda a qualche entità patologica del mondo reale a cui il termine si riferirebbe, ma rispecchia un insieme di situazioni, sentimenti e tensioni in cui vivono gli abitanti di Maragheh; il "mal di cuore" è una malattia "autodiagnosticata" (per la quale non è nemmeno importante fare una diagnosi).